# Paolo Rossi (cestista)
Paolo Rossi (Roma, 29 giugno 1948) è un ex cestista e allenatore di pallacanestro italiano.
È padre dell'ex cestista Pier Filippo Rossi.

## Carriera
A 15 anni esordisce in Serie C a Roma, per poi passare tre anni dopo in Serie B nella Fiamma Roma vincendo la classifica marcatori.
La sua carriera sul campo continua poi dal 1967 al 1974 alla Scavolini Pesaro in Serie A, nel 1974-75 a Pescara in Serie B, per poi tornare un anno dopo a Pesaro in Serie B e giocare sempre nella medesima categoria anche i due anni successivi con Rimini.
Nel 1978-79 smette di giocare per diventare assistant coach a Rimini per 3 anni consecutivi, diventando poi capo allenatore per le due stagioni seguenti al posto dell'esonerato Pippo Faina. Dopo quest'esperienza in Serie A, diventa il responsabile del settore giovanile della Scavolini Pesaro.
Nel 1985 decide di passare alla pallacanestro femminile andando ad allenare la formazione di Cesena con la quale, in sette anni (dal 1985 al 1992), vince uno Scudetto (1990) e una Coppa dei Campioni (1991). In seguito allena a Parma dal 1993 (quando subentrò a stagione in corso a Gaspare Borlengo) al 1996 vincendo 1 Coppa Ronchetti, passa poi a Vittuone in A1 per due stagioni per poi ritornare a Parma nel 1998 per tre stagioni dove conquista una Coppa Ronchetti, uno Scudetto e una Coppa Italia. Successivamente va a Chieti in A1 per una stagione, per poi approdare a Faenza nel 2003 a stagione già iniziata.
La stagione successiva, nel 2004-05, guida la HS Penta Faenza alla sua prima finale scudetto. Nell'estate ritorna nella maschile con Rimini in Legadue dove si piazza al 4º posto in classifica, stagione chiusa ai quarti di finale playoff con l'eliminazione da parte di Montegranaro.
Nel 2006-07 ritorna a Faenza dove conquista la Coppa Italia, primo trofeo per la società faentina, raggiunge la finale in EuroCoppa, si classifica primo al termine della stagione regolare per poi perdere la finale scudetto contro Napoli. Nel 2007-08 la squadra rende al di sotto delle attese, classificandosi solo al settimo posto in regular season e venendo eliminata nel primo turno dei play-off. L'anno seguente il roster è rivoluzionato e, sotto la guida del coach romano, la squadra manfreda disputa un'ottima stagione giungendo in semifinale nei playoff e conquistando la Coppa Italia del 2009. Rimane ancora negli anni seguenti, fino alla rifondazione della società nel 2012-13, ma con il ritiro del Club Atletico Romagna manifesta l'intenzione di chiudere la sua carriera da allenatore.
Nonostante ciò, Rossi nell'agosto 2013 accetta un nuovo ritorno al Basket Rimini Crabs impegnato nel campionato maschile di DNB. Il 19 gennaio 2014 viene esonerato a fronte di una striscia di 9 sconfitte consecutive, l'ultima delle quali contro il fanalino di coda Lugo che fin lì aveva collezionato una sola vittoria.
Nel 2015 assume la guida della prima squadra dell'Happy Basket, formazione riminese femminile di Serie C, e della relativa squadra Under-18. Al termine della stagione 2016-17 lascia l'incarico al figlio Pier Filippo.
In vista della stagione 2019-20, all'età di 71 anni, torna a sedere su una panchina di Serie A2 femminile con l'ingaggio da parte del Faenza Basket Project. Nel novembre del 2020, nonostante la squadra fosse capolista con 6 vittorie su 6, viene esonerato a causa di divergenze progettuali con la società.
Nell'estate 2022 dà il suo contributo come allenatore insieme al figlio Pier Filippo nel corso di alta specializzazione per le ragazze del settore giovanile dell'Happy Basket Rimini.

## Palmarès

### Allenatore
- Campionato italiano femminile: 2
Cesena: 1989-90
Parma: 2000-01
- Coppa dei Campioni femminile: 1
Cesena: 1990-91
- Coppa Ronchetti: 2
Parma: 1992-93, 1999-00
- Coppa Italia femminile: 3
Parma: 2001
Faenza: 2007, 2009